# Delta II
Delta II fou un vehicle de llançament mitjà americà de la família Delta utilitzat entre els anys 1989 i 2018.
Originalment dissenyat i construït per McDonnell Douglas, es coneix a vegades com Thorad Delta. Delta II formava part de la família Coets Delta, derivada directament del Delta 3000, va entrar al servei el 1989. Hi havia dues variants principals, el Delta 6000 i Delta 7000, amb variants "Light" i "Pesat". Durant la seva carrera, Delta II va volar diverses càrregues útils notables, incloent 24 satèl·lits de sistema de posicionament global (GPS) Block II, diverses dotzenes de càrregues útils de la NASA i 60 satèl·lits de comunicació Iridium. El coet va volar la seva missió final, ICESAT-2, el 15 de setembre de 2018, guanyant al vehicle de llançament una ratxa de 100 missions reeixides seguides, amb el darrer fracàs és el GPS IIR-1 el 1997. A finals dels anys 90, Delta II es va desenvolupar més endavant en el Delta III infructuós, que al seu torn es va convertir en el Delta IV més capaç i amb èxit, tot i que aquest comparteix poc patrimoni amb els coets originals de Thor i Delta.

## Història
La sèrie Delta va ser dissenyada i construïda per la divisió de Sistemes de Defensa Integrats de Boeing i ha estat en servei des de 1989. El programa de Delta II va ser una responsabilitat de United Launch Alliance l'1 de desembre de 2006.
Tots els vehicles de llançaments no reutilitzables dels Estats Units haurien de ser abandonats després de la posada en marxa dels transbordadors espacials, però l'accident del transbordador espacial Challenger va reprendre els preparatius del Delta. El Delta II, específicament, va ser dissenyat per portar el sistema de satèl·lits GPS. De totes maneres, els Delta II han llançat de manera reeixida més de 100 projectes, incloent missions de la NASA a Mart:
- Mars Global Surveyor el 1996.
- Mars Pathfinder el 1996.
- Mars Climate Orbiter el 1998.
- Mars Polar Lander el 1999.
- Mars Odyssey el 2001.
- Mars Exploration Rovers (MER-A, Spirit i MER-B, Opportunity) el 2003.
- Phoenix (sonda) el 2007

## Descripció del vehicle
Els Delta són vehicles no reutilitzables, la qual cosa vol dir que només s'utilitzen un cop. Si duen una càrrega útil especialment pesant, se'ls pot acoblar coets acceleradors sòlids GEM per augmentar-ne l'impuls al moment del llançament.